# Одеса (гандбольний клуб)
Гандбольний клуб «Одеса»  — український чоловічий гандбольний клуб з міста Одеса.

## Історія
У 2017 році за допомогою Федерації гандболу Одеси був створений гандбольний клуб «ФГО.Одеса». У сезоні 2017/18 команда під назвою «Одеса» розпочала виступи у вищій лізі чемпіонату України серед чоловіків. Цього ж сезону ГК «Одеса» дійшов до 1/4 фіналу кубка України з гандболу. У сезоні 2018/19 команда вперше зіграла у суперлізі чемпіонату України серед чоловіків, і зайняла почесне п'яте місце. Наступного сезону (2019/20) команда зайняла 4-е місце у суперлізі, і вийшла у фінал кубка України, де поступилася команді «Мотор» (Запоріжжя). Восени 2019 року ГК «Одеса» дебютував у матчах Кубка виклику ЄГФ. У сезоні 2020/21 команда вперше здобула бронзові медалі суперліги чемпіонату України. Восени 2020 року ГК «Одеса» дебютував у матчах Кубка ЄГФ. Восени 2021 року команда знову брала участь у матчах Кубку ЄГФ (2021/22).

## Досягнення
- Чемпіонат України
  -  Бронзовий призер (1): 2020/21
  - Найрезультативнішим гравцем Суперліги (Чемпіонат України) сезону 2020/21 став гравець клубу Дмитро Коваленко (169 м’ячів у 22 іграх)[14].
- Кубок України
  -  Фіналіст (1): 2019/20